# Hino do Daguestão
O Hino Nacional da República do Daguestão, é um símbolo nacional da República do Daguestão. Foi aprovado em 25 de fevereiro de 2016.

## História
O Hino Nacional da República do Daguestão foi aprovado primeiramente pela Lei da República do Daguestão “Sobre o Hino Estadual da República do Daguestão” de 19 de novembro de 2003. Então o hino tinha apenas uma parte musical, cuja partitura era de Shirvani Chalaev. O texto do hino em russo não foi adotado oficialmente. A versão atual foi adotada em 2016.

## Compositores
- Letra (em avar) - Rasul Gamzatov
- Letra (tradução para russo) - Nikolay Dorizo
- Música - Murad Kazhlaev